# Marla Maples
Marla Ann Maples (Cohutta, 27 ottobre 1963) è un'attrice, conduttrice televisiva, conduttrice radiofonica e stilista statunitense, nota per essere stata la seconda moglie di Donald Trump. Si sposarono nel 1993, due mesi dopo la nascita della loro figlia Tiffany, e divorziarono nel 1999.

## Biografia
Nata nell'ottobre 1963 in Georgia da Laura Ann Locklear (1940-2014), di professione modella, e Stanley Edward Maples, un immobiliarista e cantautore, studiò alla Northwest Whitfield High School di Tunnel Hill e nel 1981 divenne anche la Homecoming queen, la reginetta di bellezza della scuola. Nel 1991 tornò nella sua scuola per incoronare la nuova reginetta.
Dopo essersi diplomata al liceo nel 1981, Maples ha partecipato a vari concorsi di bellezza. Nel 1983, ha vinto il Miss Resaca Beach Poster Girl Contest, nel 1984 è stata la seconda classificata di Miss Georgia USA e nel 1985 ha vinto il Miss Hawaiian Tropic. Era entrata all'Università della Georgia nel 1981 ma non si è mai laureata.

### Cinema, televisione e teatro
Nel 1991, Maples è apparsa come ospite di celebrità al WWF WrestleMania VII, facendo la cronometrista nella partita dell'evento principale tra Hulk Hogan e il campione in carica del WWF Sgt. Slaughter. In quell'anno, Maples ha anche fatto un'apparizione speciale nella serie televisiva di successo Designing Women nei panni di se stessa. Nell'agosto 1992, si è unita al cast del musical di Broadway vincitore del Tony Award The Will Rogers Follies come " Ziegfeld's Favorite", un ruolo originato da Cady Huffman quando lo spettacolo è stato inaugurato nel maggio 1991.
Nel 1994, Maples è apparsa, insieme all'allora marito Donald Trump, in un cameo in un episodio di The Fresh Prince of Bel-Air e nella serie televisiva Something Wilder nel 1994. Maples ha co-ospitato il concorso Miss Universo del 1996 e 1997 e il concorso Miss USA del 1997, eventi entrambi di proprietà del suo allora marito.
Maples è apparsa nei film Maximum Overdrive (1986), Executive Decision (1996), For Richer or Poorer (1997), Happiness (1998), Richie Rich's Christmas Wish (1998), Black and White (1999), Two of Hearts (1999), Loving Annabelle (2006), A Christmas Too Many (2007) e A Nanny for Christmas (2010).
Nel 2011 è tornata a New York per Love, Loss and What I Wore, una produzione off-Broadway. Nel 2013, Maples è apparsa in Oprah: Where Are They Now? Da allora, è apparsa in Switching Lanes, diretto da Thomas Mikal Ford.
L'8 marzo 2016, Maples ha partecipato al programma Dancing with the Stars insieme alla sua co-protagonista di Switching Lanes, Kim Fields. Partner del ballerino professionista Tony Dovolani, è stata eliminata concludendo al 10º posto. Maples si è anche unita alle donne del talk show mattutino della ABC, The View, come co-conduttrice ospite l'11 marzo 2016.
Maples è stata l'oratrice principale del London Speakers Bureau, che si concentra su donne ispiratrici di benessere e spiritualità. È
stata presentato al Summer of Peace Summit 2018 con l'opportunità di discutere temi di pace. Ha parlato al Global Summit 2018 su scienza, spiritualità e ambiente in India; l'evento ha riunito relatori da tutto il mondo per discutere dell'integrazione tra scienza e spiritualità, nonché dell'autotrasformazione e della trasformazione del mondo. Maples è stata relatrice ospite del podcast Journeys of Faith con Paula Faris nel 2018.

### Radio e musica
Maples ha ospitato il suo talk show radiofonico, Awakening with Marla, su Contact Talk Radio. Tra i suoi ospiti c'erano medici, scrittori e astrologi. L'album di Maples The Endless, pubblicato nell'agosto 2013, è un viaggio musicale di risveglio spirituale ed energia di trasformazione, con leader di pensiero come il Dalai Lama, Michael Beckwith e Deepak Chopra. Nel dicembre 2012, Maples ha vinto un "Hollywood Music in Media Award" per la migliore canzone New Age / Ambient, per "House of Love", tratto da quell'album.

### Pubblicità e moda
Nel 1990, Maples ha recitato in una campagna pubblicitaria per i jeans No Excuses. Nel 1993, ha disegnato una linea di abiti premaman, venduti in diversi grandi magazzini. Nel gennaio 2000, un libro di memorie di Maples, All That Glitters Is Not Gold, è stato annunciato dalla divisione ReganBooks di HarperCollins Publishers. Nel febbraio 2002, una portavoce della casa editrice ha dichiarato: "L'autore e l'editore hanno concordato di comune accordo di non pubblicare il libro".
Maples realizza video personalizzati attraverso il sito Web Cameo.

## Vita privata
La relazione di Maples con Donald Trump è iniziata mentre lui era sposato con la sua prima moglie, Ivana, da cui Trump ha divorziato nel 1992. Maples lo ha conosciuto nel 1989 e ha avuto una relazione molto pubblicizzata con almeno una rottura tra di loro. Trump è apparso sulla prima pagina del New York Post per otto giorni di fila. Un titolo ha riferito che, secondo Maples, ha avuto il "miglior sesso della sua vita" con Trump. La coppia ha avuto una figlia, Tiffany Trump, nata il 13 ottobre 1993.
Secondo Maples, la sparatoria di Long Island Rail Road del 1993, ha indotto Trump a rivalutare la sua vita e a farle una proposta di matrimonio . La coppia si è sposata il 20 dicembre 1993, al Plaza Hotel di New York City, in una cerimonia a cui avrebbero partecipato 1.000 ospiti, tra cui l'attrice Rosie O'Donnell e il giocatore di football O. J. Simpson.
Nel 1996, Trump ha licenziato la sua guardia del corpo, Spencer Wagner, dopo che un agente di polizia lo aveva trovato insieme alla Maples su una spiaggia deserta alle 4:00 del mattino. Il National Enquirer e altri tabloid raccontarono storie contrastanti sull'incidente. Maples e Trump si separarono nel maggio 1997 e divorziarono l'8 giugno 1999. Secondo i termini del loro accordo di divorzio, Maples è vincolata dall'intesa di riservatezza sul loro matrimonio.

## Filmografia

### Cinema
- Brivido (Maximum Overdrive), regia di Stephen King (1986) - non accreditata
- Funland, regia di Michael A. Simpson (1987) - non accreditata
- Decisione critica (Executive Decision), regia di Stuart Baird (1996)
- Un desiderio è un desiderio (The Christmas List), regia di Charles Jarrott (1997)
- In ricchezza e in povertà (For Richer or Poorer), regia di Bryan Spicer (1997)
- Happiness - Felicità (Happiness), regia di Todd Solondz (1998)
- Richie Rich e il desiderio di Natale (Ri¢hie Ri¢h's Christmas Wish), regia di John Murlowski (1998)
- Two of Hearts, regia di Harvey Frost (1999)
- Black & White, regia di James Toback (1999)
- A Sight for Sore Eyes, regia di Shane Stanley (2005) - cortometraggio
- Loving Annabelle, regia di Katherine Brooks (2006)
- A Christmas Too Many, regia di Stephen Wallis (2007)
- Una tata per Natale (A Nanny for Christmas), regia di Michael Feifer (2010)
- Blue Gemini, regia di Bob McAndrew (2012) - cortometraggio
- Switching Lanes, regia di Thomas Mikal Ford (2017)

### Televisione
- Dallas - serie TV, 1 episodio (1989)
- The Howard Stern Show - serie TV, 1 episodio (1991)
- Palm Springs - Operazione amore - serie TV, 1 episodio (1991)
- WrestleMania VII - serie TV (1991)
- Quattro donne in carriera - serie TV, 1 episodio (1991)
- Vicki! - serie TV, 1 episodio (1993)
- Geraldo - serie TV, 1 episodio (1993)
- Biography - serie TV, 1 episodio (1994)
- Quel pasticcione di papà - serie TV, 1 episodio (1994)
- Willy, il principe di Bel Air - serie TV, 1 episodio (1994)
- Late Night with Conan O'Brien - serie TV, 2 episodi (1996)
- Ragazze a Beverly Hills - serie TV, 1 episodio (1996)
- The Tonight Show with Jay Leno - serie TV, 2 episodi (1996-1997)
- The Big Easy - serie TV, 1 episodio (1997)
- Spin City - serie TV, 1 episodio (1997)
- La tata (The Nanny) - serie TV, 1 episodio (1998)
- Sunset Beach - serie TV, 1 episodio (1999)
- Hollywood Squares - serie TV, 5 episodi (2000)
- Ex Wives Club - serie TV, 5 episodi (2007-2009)
- Liv e Maddie - serie TV, 1 episodio (2014)

### Produttrice
- Destiny of Peace, regia di Shane Stanley (2003) - produttrice associata
- Whispers in the Wind, regia di Shane Stanley (2005) - co-produttrice

## Doppiatrici italiane
Nelle versioni in italiano delle opere in cui ha recitato, Marla Maples è stata doppiata da:
- Cristina Boraschi in Black and White
- Alessia Nencini in Liv e Maddie